# 姚宜艾
姚宜艾（1987年6月30日—），汉族，辽宁人，毕业于辽宁大学，为中国大陆影视演员。

## 生平
1987年，姚宜艾出生在辽宁省，曾入读于辽宁大学，通晓英语、汉语、韩语、法语四种语言。

## 作品

### 电影
| 年份 | 中文名       | 角色 | 导演   | 备注  |
| ---- | ------------ | ---- | ------ | ----- |
| 2011 | 幸福额度     | 小妈 | 陈正道 | [ 2 ] |
| 2011 | 不再让你孤单 |      | 刘伟强 |       |
| 2011 | 蛋炒饭       | 姚岚 | 陈宇   |       |

### 电视剧
| 年份 | 中文名     | 角色 | 导演         | 备注  |
| ---- | ---------- | ---- | ------------ | ----- |
| 2012 | 民兵葛二蛋 | 翠红 | 韦大军、林柯 | [ 3 ] |

### 微电影
- 2012，《风筝不迟到》，女孩艾拉。[4]